# La Chapelle-Palluau
La Chapelle-Palluau è un comune francese di 930 abitanti situato nel dipartimento della Vandea nella regione dei Paesi della Loira.

## Società

### Evoluzione demografica
Abitanti censiti